# Otto Wilhelm von Königsmarck
Otto Wilhelm von Königsmarck (Minden, 5 januari 1639 – Methone, 15 september 1688) was een Zweeds veldmaarschalk van Duitse afkomst die in zijn latere jaren in dienst was van de Republiek Venetië.

## Biografie
Otto Wilhelm von Königsmarck werd in het Duitse Minden geboren als zoon van Hans Christoff von Königsmarck en Agatha von Leesten. Ten tijde van zijn geboorte was zijn vader als legerleider actief in de Dertigjarige Oorlog. Na een paar jaar verhuisde het gezin naar het veilige, toen nog Zweedse, Stade. Otto Wilhelm ging in Jena studeren.
In 1661 trad hij in Zweedse dienst en nam hij eerst een paar diplomatieke opdrachten aan. Drie jaar later verkreeg hij de positie van kolonel en ging hij voor korte tijd in dienst bij Karel I Lodewijk van de Palts. In 1672 werd hij door Zweden teruggeroepen toen de Hollandse Oorlog uitbrak en werd hij na de dood van zijn broer Kurt Christoph vice-gouverneur van Bremen-Verden. Tijdens de Hollandse Oorlog diende hij eerst onder Turenne bij het beleg van Maastricht en later schaarde hij zich onder Condé bij de slag bij Seneffe.
In 1676 werd hij benoemd tot veldmaarschalk van Zweden, de hoogste militaire positie. Tijdens de vredesonderhandelingen twee jaar later werd Bremen-Verden aan Bernhard van Galen, de prins-bisschop van Münster, geschonken. Hiermee kwamen de bezittingen aldaar van de familie von Königsmarck in handen van de prins-bisschop. Toch kreeg von Königsmarck een nieuwe functie aangeboden, namelijk die van gouverneur-generaal van Zweeds-Pommeren. Deze positie zou hij behouden tot 1685.
In dat jaar trad Otto Wilhelm von Königsmarck in Venetiaanse dienst. Onder zijn leiding werd in 1687 Patras veroverd. Eerder had hij al Pylos, Methene en Argos veroverd. Uiteindelijk wist hij ook Athene te bezetten. Hij stierf tijdens het beleg van Negroponte aan de pest.